# マレシャウ・デオドーロ (海防戦艦)

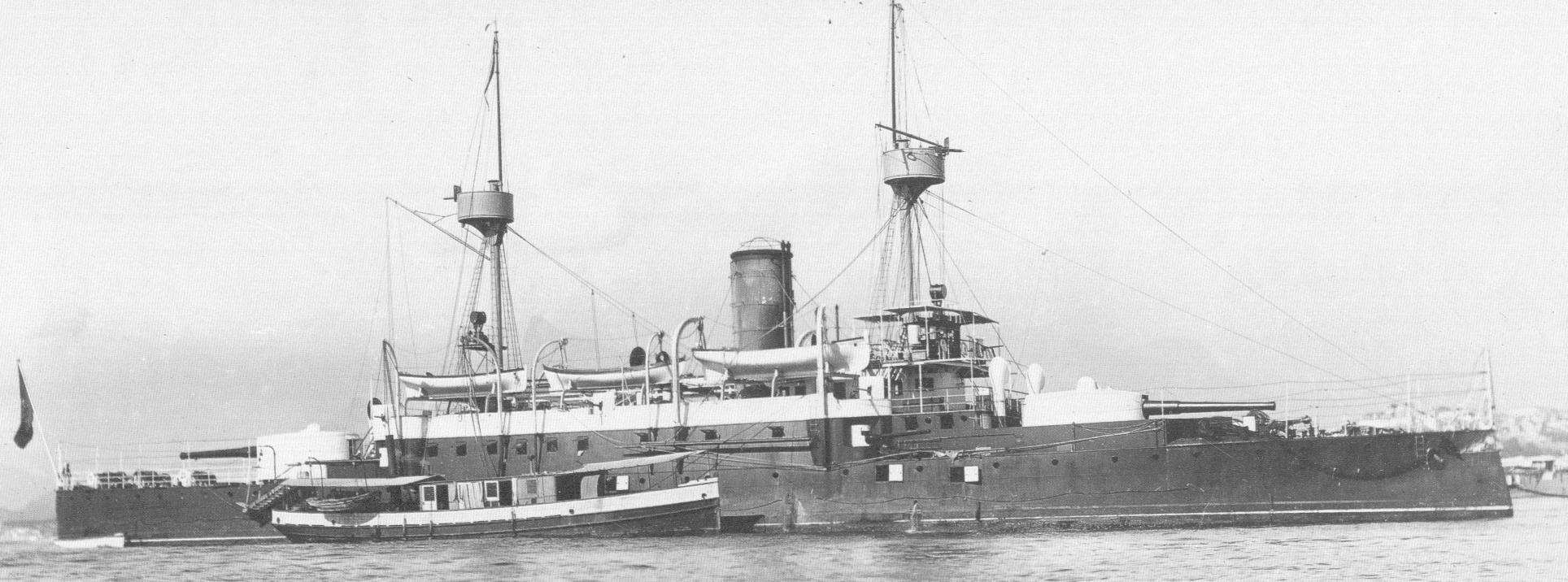
「デオドーロ」

マレシャウ・デオドーロ (Marechal Deodoro) はブラジル海軍の海防戦艦。マレシャウ・デオドーロ級。当初の予定艦名は「イピランガ (Ipiranga)」。また、後に「デオドーロ」と改名されている。1924年にメキシコへ売却され、「アナウァク (Anáhuac)」と改名された。
フランスの地中海鉄工造船所で建造。1896年11月起工。1898年6月20日ないし18日進水。1900年竣工。
常備排水量3162トン、満載排水量3350トン、全長83.6m、垂線間長81.5m、最大幅14.6m、艦首吃水4.0m、艦尾吃水4.4m。ラグラフェル・ダレスト水管缶8基、直立3気筒3段膨張蒸気往復動機関2基で出力3400指示馬力。2軸推進で、速力は自然通風で14ノット、強制通風で15から15.5ノットであった。航続距離は8ノットで3240浬、10ノットで2500浬。主缶は1912年にハブコック＆ウィルコックス炭油混焼缶4基ないし8基に換装された。
兵装はアームストロング40口径24cm（9.449インチ）パターンD型後装施条砲単装2基、アームストロング50口径12cm（4.7インチ）砲4門、マキシム・ノルデンフェルト57mm速射砲6門、ノルデンフェルト37mm砲2門ないし4門、ホチキス7mm機銃1挺、アームストロング45cm水中魚雷発射管2門。15cm（5.9インチ）榴弾砲2門や76mm砲2門と57mm砲4門搭載ともいわれる。
装甲はハーヴェイ・ニッケル鋼で、厚さは水線装甲帯が350mmから100mm、主砲塔220mm、ケイスメイト内側100mm、司令塔125mmなど。
1904年11月のリオ・デ・ジャネイロの反乱では「デオドーロ」は陸軍士官学校の反乱兵を砲撃。1910年11月のチバタの反乱では反乱に加わった。
第一次世界大戦では「フロリアーノ」などとともにセルジペ州からアマゾナス州で中立監視にあたっている。
1924年4月にメキシコへ売却され、「アナウァク」と改名された。売却により得た資金でブラジルは潜水艦「ウマイタ」を建造した。
メキシコでは海軍の旗艦となった。主に練習艦として使用され、1938年に除籍、解体された。